# Patty Pravo
Nicoletta Strambelli (Venecia, 9 de abril de 1948), conocida artísticamente como Patty Pravo, es una cantante italiana.

## Trayectoria artística
Pasa su infancia con su abuela, siendo niña estudia danza y piano, se inscribe en un curso de dirección de orquesta y es una apasionada del rythm'n'blues. Empieza a ser conocida con el nombre de Guy Magenta y actúa a menudo en el legendario Piper Club, donde es descubierta por el agente Alberigo Crocetta, que le puso el nombre artístico de Patty Pravo. 
Para la grabación de sus discos y conciertos en directo en el Piper Club y el Cyan Three, Patty formó un grupo; se casaría con el baterista Gordon Fagetter, con el que estuvo cuatro años. Este grupo la acompañó en los primeros años de su carrera.
En 1966 graba su primer sencillo con la discográfica ARC, "Ragazzo triste" (versión italiana de "But You're Mine" de Sonny Bono) y para la llamada "chica del Piper" es sólo el primero de una serie de éxitos con canciones célebres, a medio camino entre el beat y la canción melódica: en 1967 "Qui e là", "Se perdo te" y especialmente en 1968 "La bambola", su canción más internacional. 
Posteriormente canta "Sentimento", "Gli occhi dell'amore", "Tripoli'69", "Il paradiso" (de Lucio Battisti) y "Nel giardino dell'amore" ("Rain" de José Feliciano). En 1969, Crocetta y RCA le proponen grabar un álbum acompañada por una orquesta, con el nombre de Concerto per Patty.
En 2014 participa con un cameo en la película Xenia dirigida por Panos H. Koutras.  En febrero de 2016, Pravo interpretó la canción "Cieli immensi" ("Cielos inmensos") en el Festival de San Remo, quedando sexta y ganando su tercer premio de la crítica. El sencillo tuvo mucho éxito comercial, alcanzando el top 20 en Italia. Su álbum principal, Eccomi, fue lanzado por Warner Music Italia coincidiendo con San Remo y con sus 50 años de carrera, alcanzó el puesto n.º 6. Musicalmente, viró hacia un pop más comercial e incluyó colaboraciones con artistas como Emis Killa, Fred De Palma y Baustelle. Pravo publicó su segunda autobiografía, La cambio io la vita che..., a finales de 2017. En abril de 2018, Rai 3 transmitió un especial de televisión In arte Patty Pravo en conmemoración de su 70 cumpleaños. En junio fue entrenadora del concurso de talentos de Rai 1 Ora o mai più y en diciembre lanzó otro álbum doble en vivo, Live La Fenice (Venezia) – Teatro Romano (Verona), que obtuvo un pequeño éxito en las listas de éxitos.
En 2019, Pravo participó por décima vez en el concurso del Festival de San Remo, esta vez a dúo con la cantante italiana Briga, interpretando la canción "Un po' come la vita" ("Un poquito como la vida"). La pista no tuvo éxito, ubicándose sólo en la posición 21 y alcanzando el n.º 61 en la lista de sencillos. Pravo lanzó su nuevo álbum de estudio, Red, simultáneamente con el festival a través del sello independiente Dischi dei Sognatori. Recibió críticas mixtas y alcanzó el n.º 17 en Italia.

## Discografía
- 1968 - Patty Pravo
- 1969 - Concerto per Patty
- 1970 - Patty Pravo (II album)
- 1971 - Bravo Pravo
- 1971 - Di vero in fondo
- 1971 - Per aver visto un uomo piangere e soffrire Dio si trasformò in musica e poesia
- 1972 - Sì... incoerenza
- 1973 - Pazza idea
- 1974 - Mai una signora
- 1975 - Incontro
- 1976 - Tanto
- 1976 - Patty Pravo (III album)
- 1978 - Miss Italia
- 1979 - Munich album
- 1982 - Cerchi
- 1984 - Occulte persuasioni
- 1989 - Oltre l'Eden...
- 1990 - Pazza idea eccetera eccetera...
- 1994 - Ideogrammi
- 1997 - Bye Bye Patty
- 1998 - Notti, guai e liberta'
- 2000 - Una donna da sognare
- 2001 - Patty Live '99
- 2002 - Radio Station
- 2004 - Nic - unic
- 2007 - Spero che ti piaccia...Pour toi..., homenaje a Dalida.
- 2009 - Live Arena di Verona - Sold Out
- 2011 - Nella terra dei pinguini
- 2016 - Eccomi
- 2019 - Red